# Sydlig bronia
Sydlig bronia (Fossombronia pusilla) är en bladmossart som först beskrevs av Carl von Linné, och fick sitt nu gällande namn av Christian Gottfried Daniel Nees von Esenbeck. Enligt Catalogue of Life ingår Sydlig bronia i släktet bronior och familjen Fossombroniaceae, men enligt Dyntaxa är tillhörigheten istället släktet bronior och familjen Codoniaceae. Enligt den svenska rödlistan är arten nationellt utdöd i Sverige. . Arten har tidigare förekommit i Götaland men är numera lokalt utdöd. Artens livsmiljö är jordbrukslandskap. Inga underarter finns listade i Catalogue of Life.